# Charles Williams (musicus)
Charles Isaac Williams (Halls, 18 juli 1932) is een Amerikaanse jazzsaxofonist en orkestleider.

## Biografie
Charles Williams verhuisde op 8-jarige leeftijd naar Alton, waar hij later speelde in de middelbare schoolband. Hij studeerde muziekeducatie aan de Lincoln University, in Jefferson City, en doceerde orkestmuziek in St. Albans. Hij bracht begin jaren 1970 drie albums uit bij Mainstream Records. Williams speelde ook met Clark Terry, Frank Foster en de zangeres Ruth Brown. In 1995 benaderde Hamiet Bluiett Mapleshade Records van producent Pierre Sprey en hij overtuigde hen om Williams' eerste album op te nemen sinds twee decennia.

## Discografie
- 1971: Charles Williams (Mainstream Records)
- 1971: Trees and Grass and Things (Mainstream Records)
- 1972: Stickball (Mainstream Records)
- 1981: Snake Johnson met Ted Curson (Chiaroscuro Records)
- 1997: When Alto Was King (Mapleshade Records)